# Dragaggio

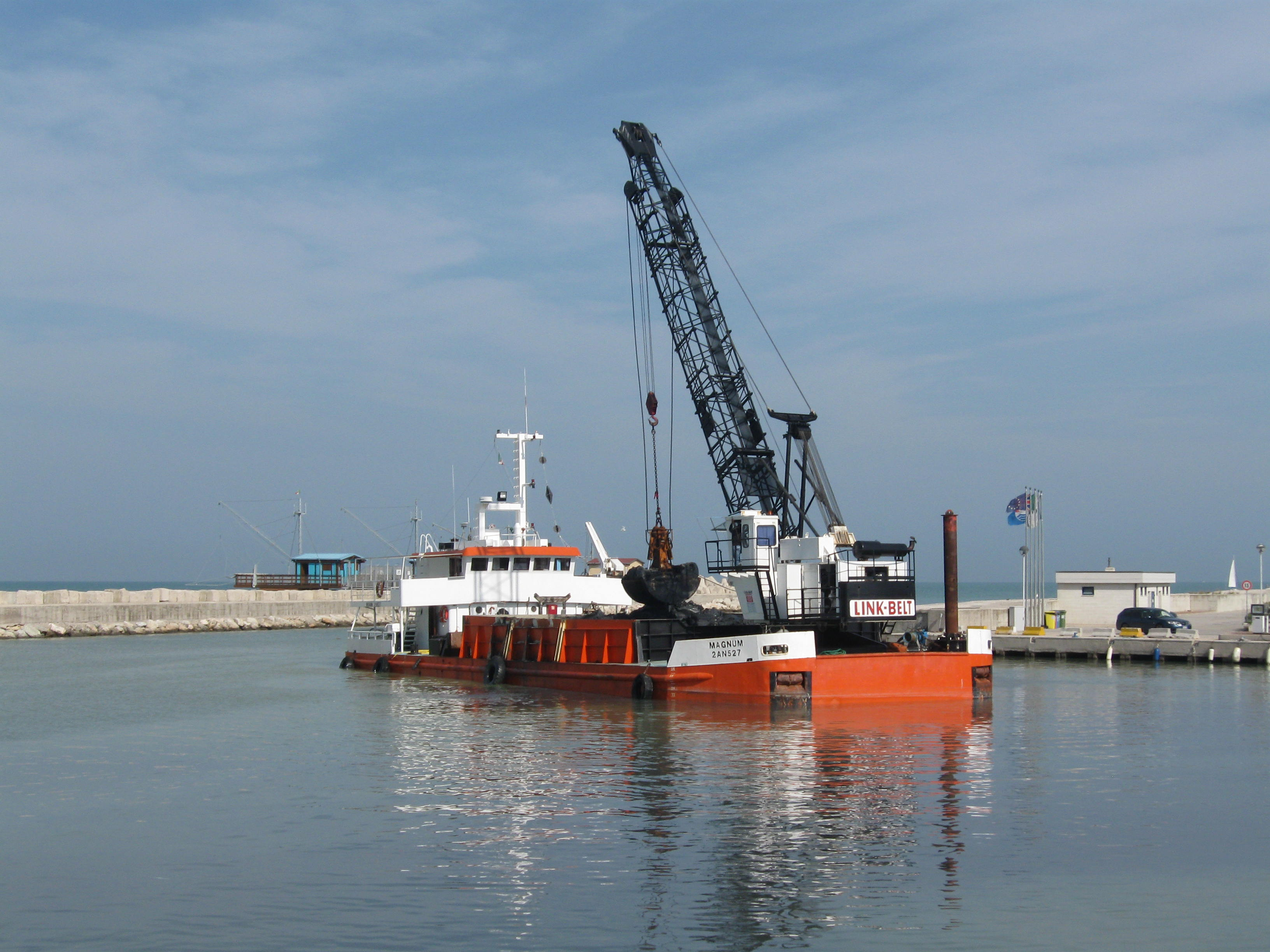
Una draga in azione durante lavori di escavazione del porto di Fano.

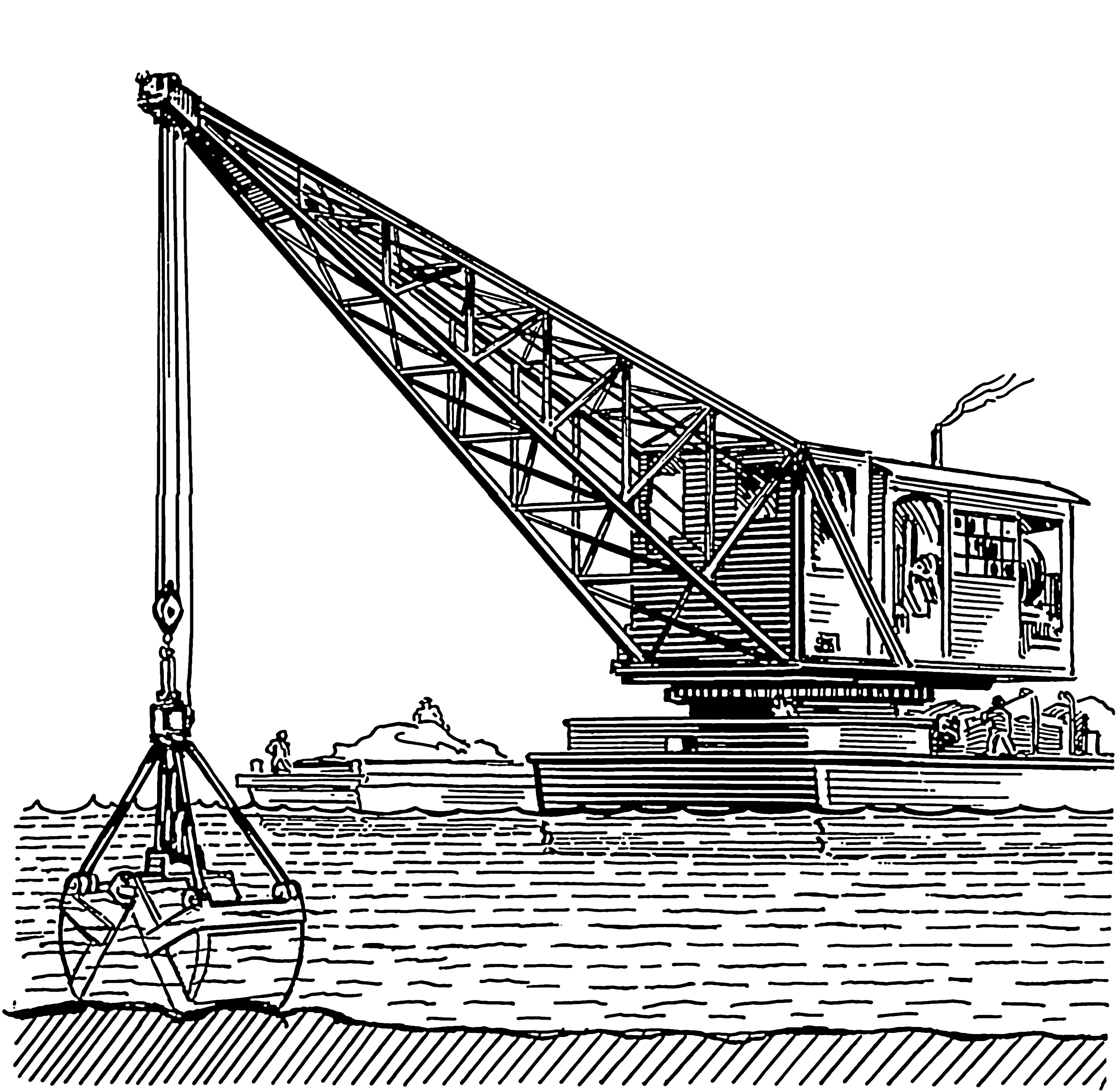
Schema.

Dragaggio è l'operazione di scavo eseguita da un galleggiante mobile (battello-draga) mediante draghe (macchine scavatrici). Si definisce dragaggio anche la ricerca di mine subacquee, al fine di recuperarle o distruggerle.

## Utilizzi
Il dragaggio può venire effettuato per asportare sabbia, ghiaia e detriti da un fondo subacqueo, sia in acque marine poco profonde sia in zone di acqua dolce, e rilocarli altrove.
Viene spesso usato per mantenere navigabili corsi d'acqua, porti e darsene e per riempire di sabbia le spiagge che l'hanno persa a causa dell'erosione della costa.
Un altro suo utilizzo è come tecnica di pesca di alcune specie di molluschi e granchi commestibili.
Il dragaggio produce del materiale di scarto che viene portato via dall'area di dragata. Può essere impiegato per ricavare materiale da utilizzare per il recupero di terra dal mare o per altri scopi edilizi e ha storicamente giocato un ruolo importante nell'estrazione dell'oro.

## Riferimenti normativi
- Art. 5-bis della Legge 28 gennaio 1994, n. 84 - Riordino della legislazione in materia portuale.